# San Francesco di Paola dei Calabresi
San Francesco di Paola dei Calabresi, auch San Francesco di Paola ai Monti genannt, ist eine Kirche in Rom. In ihrer heutigen Gestalt entstammt sie der Mitte des 17. Jahrhunderts, wurde aber noch einige Male umgestaltet. Sie ist Klosterkirche der Paulaner und Titeldiakonie der Römisch-katholischen Kirche.

## Lage
Die Kirche liegt im I. römischen Rione Monti an einem nach dem namensgebenden Patron benannten Platz, etwa 330 Meter nordnordwestlich des Kolosseums.

## Geschichte und Baugeschichte
Der Order der Paulaner war ursprünglich seit 1622 einer anderen Kirche zugewiesen. Später erbte der Orden von einem aus Kalabrien stammenden Priester einige bebaute Grundstücke an der Stelle der heutigen Kirche; nach dieser Begebenheit hat sie auch ihren Namenszusatz, in der zweiten Variante von der Lage im Rione Monti. Der Stifter, Giovanni Pizzullo, ist heute in der Kirche bestattet. Die Bauarbeiten für die Kirche begannen 1645 und waren 1650 abgeschlossen, den Anstoß für den Bau gab Olimpia Aldobrandini-Pamphili. Beauftragter Baumeister war Gian Pietro Morandi. Zu Beginn des 18. Jahrhunderts wurde die Kirche umgestaltet, das Innere durch Luigi Barratoni, und die Fassade hinzugefügt. Restaurierungen folgten 1760, 1826 und letztlich 1953, in diesem Jahr wurde die Decke neu geschaffen. 2003 wies Papst Johannes Paul II. die Kirche ihrem jetzigen Titelinhaber Renato Raffaele Kardinal Martino zu.

## Fassade
Die aus Travertin errichtete Fassade ist zweigeschossig und im unteren Stockwerk dreiachsig gegliedert. Das obere Stockwerk ist sehr viel einfacher gehalten, was daran liegt, dass die Fassade nie fertiggestellt wurde. Die die Fläche gliedernden, zu den Ecken hin einfach, im Mittelteil paarweise gestellten Pilaster folgen grundlegend der ionischen Ordnung, die Kapitelle sind aber deutlich von der Ordnung abweichend mit Cherubköpfen und Festons gestaltet. Der Mittelrisalit tritt durch eine zusätzliche Stufung etwas hervor. Das Portal wird von zwei Dreiviertelsäulen nach Kompositordnung flankiert, ebenso wie die leeren Nischen der Travéen. Über dem Portal erhebt sich ein im unteren Teil verkröpfter Dreiecksgiebel, wohingegen die Nischen der Seitenflächen von Muscheln in Segmentgiebeln überfangen werden. Der kraftvoll gearbeitete Architrav trennt die Geschosse. Das Obergeschoss enthält nur noch ein Fenster unter einem Segmentbogen. Die Sonnenscheiben sind aus Stuck gearbeitet und enthalten das Wort Charitas.

## Inneres und Ausgestaltung
Die Kirche ist einschiffig mit einer Tribuna. Diese entspricht in etwa der Breite des Langhauses. An den Längswänden sind jeweils drei Seitenkapellen angefügt, von denen jeweils die mittlere deutlich größer ausfällt als die beiden davon seitlichen. Das Langhaus wird von einem Tonnengewölbe gedeckt, das von Stichkappen durchbrochen wird. Durch die kleinere Höhe der ersten und dritten Seitenkapelle ermöglicht befinden sich oberhalb der Bögen des Langhauses zu den Kapellen kleine Balkone, sogenannte Chorretti.
Die Wände des Langhauses werden von gestuften Pilastern mit Kapitellen ionischer Ordnung gegliedert, auch hier wieder, wie in der Fassade, in der Abwandlung mit Engelsköpfen und Festons auf den Kapitellen. Die Tonne über dem Langhaus ist kassettiert und vergoldet.
Alle sechs Seitenkapellen sind der Grundstruktur nach mit Pilastern toskanischer Ordnung gegliedert.
Die in Blickrichtung Hochaltar erste Kapelle rechts ist von einem Tonnengewölbe gedeckt, das Fresko in der Tonne stellt die Hl. Maria dar, geschaffen wurde es von Onofrio Avellino. Auf dem Altarretabel befindet sich eine Darstellung der Hl. Anna, eine Arbeit Filippo Luzis. Beide Werke entstammen dem Beginn des 18. Jahrhunderts.
Die mittlere Kapelle rechterhand wurde überwiegend von Giuseppe Chiari gestaltet, von ihm stammt das Fresko in der Tonne, Glorie des Hl. Franz von Paola darstellend, sowie die Fresken an den Seitenwänden der Kapelle, Der Heilige gibt einem Neugeborenen menschliches Aussehen zur Linken und Der Heilige erweckt einen Maurer zum Leben rechts. Auf dem Altar selbst befindet sich ein Bildnis des Kirchenpatrons, es ist eine Kopie des 18. Jahrhunderts eines Bildes aus dem 16. Jahrhundert, das sich im kalabrischen Montalto Uffugo befindet. Das Original gilt als das „beste“ überlieferte Bild des Heiligen Franz von Paola.
Die vorderste Kapelle rechts wurde von Antonio Grecolini ausgearbeitet, sie enthält im Tonnengewölbe das Fresko Glorie des Hl. Franz von Sales, vom selben Künstler stammt ein Bild dieses Heiligen auf dem Altarretabel. Das Ölgemälde links an der Seite stellt Franz von Sales schreibend dar, auf der rechten Seite das Thema Der Heilige heilt Kranke, beide Gemälde ebenfalls von Grecolini.
Die erste Kapelle links enthält drei Fresken von Stefano Pozzi, in der Tonne Gottvater, an der linken Seitenwand Traum des Hl. Joseph, rechts Flucht nach Ägypten. Auf dem Altarblatt eine Darstellung des Seligen Gaspare de Bono aus dem 18. Jahrhundert.
Die mittlere Kapelle linkerhand enthält ebenfalls drei Fresken von Pozzi: In der Tonnenmitte eine Darstellung Maria in der Glorie, an der linken Seitenwand: Anbetung der Könige sowie rechts Anbetung der Hirten. In der Kapelle in einem Sarkophag aus Porphyr beigesetzt ist der 1786 seliggesprochene Nicola Saggio; sein Bild ziert das Altarretabel, eine Arbeit von Francesco Manno aus dem späten 18. Jahrhundert.
Die vordere Kapelle enthält auf dem Fresko des Tonnengewölbes einen Engel mit Kreuz. Das Altarretabel wurde von Stefano Perugini im 18. Jahrhundert gearbeitet, es ist eine Darstellung des Erzengels Michael. Giacomo Triga schuf im 18. Jahrhundert die Gemälde an den Seitenwänden, zur Linken Der Erzengel übergib dem Hl. Franz eine Kapuze und rechts Der Erzengel übergibt dem Hl. Franz das Wappen des Ordens.
Die Tribuna enthält auf der rechten Seite eine Büste von Lazzaro Pallavicino. Diese Büste wurde von Papst Benedikt XIV. gestiftet, im Jahr 1740. Der Papst wollte damit die außerordentliche Bescheidenheit dieses Mannes hervorheben, der auf die ihm angetragene Kardinalswürde verzichtete. Entworfen wurde das Werk von Ferdinando Fuga, ausführender Bildhauer war Agostino Corsini. Auf der linken Seite der Tribuna befindet sich das Grabmal des 1646 gestorbenen Stifters Giovanni Pizzullo, seine Darstellung in betender Haltung, auch ein Werk Corsinis.
Der Chor enthält ein Chorgestühl, gefertigt aus Nussholz. Es wurde nicht für die Kirche geschaffen, sondern 1673 aus Santa Maria Maggiore in diese Kirche verbracht.
Der Hochaltar ist nach einem Entwurf von Giovanni de'Rossi gefertigt. Die Lünette enthält noch ein weiteres Fresko von Stefano Pozzi, die Immaculata darstellend.
Das Fresko der Sakristei entstand nach 1660, entweder eine Arbeit Giovanni Battista Salvi-Sassoferratos oder Francesco Cozzas, dargestellt ist Maria erscheint dem Hl. Franz von Paola. Eine Entwurfsskizze hierzu befindet sich bis heute im Louvre in Paris. Die weiteren acht Fresken dieses Raumes stellen Szenen aus dem Leben des Kirchenpatrons dar, geschaffen von Agostino Masucci – vier Bilder von ihm –, Filippo Luzi fertigte drei Bildern davon und ein Bild wurde von Pierre Argenvilliers gearbeitet.
Im Kapitelsaal befinden sich Fresken von Francesco Cozza: Christus am Kreuz mit dem Hl. Franz von Paola, Hl. Veronika und eine Ölbergszene

## Kardinaldiakone
- Alexandre-Charles-Albert-Joseph Renard (1967–1976), dann Kardinalpriester von Santissima Trinità al Monte Pincio
- Joseph Marie Trịnh Như Khuê (1976–1978)
- (1978–1985 vakant)
- Pietro Pavan  (1985–1994)
- (1994–2003 vakant)
- Renato Raffaele Martino (2003–2024)